# クレイジー・フロッグ

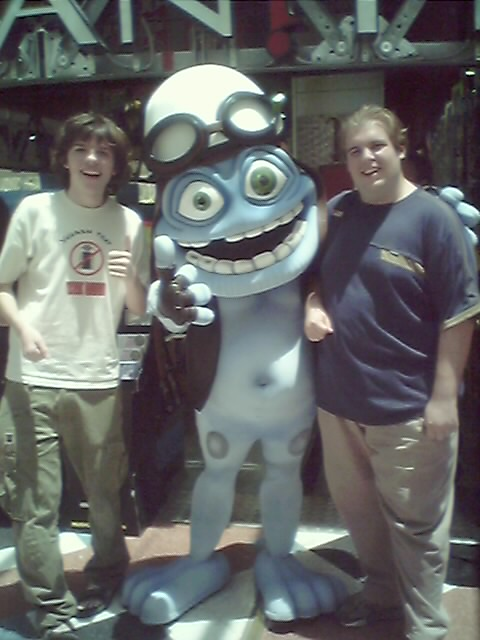
クレイジー・フロッグ（写真中央の着ぐるみ）

クレイジー・フロッグ（Crazy Frog）は、ドイツの着信メロディ配信会社ジャンバ！（ジャムスターとも）のマスコットキャラクターである。カエルをモチーフとしている。

## 概要
2005年、イギリスで放送されたジャンバ！のテレビコマーシャルに登場した。
3DCGアニメーションによるキャラクターで、2003年にスウェーデン人のエリック・ウェルンキストが制作したザ・アノーイング・トゥイーング をベースにしている。
クレイジー・フロッグの声は、元々は同じくスウェーデン人のダニエル・マルメダルの口真似による2ストローク機関のうなるような音を出す効果音として作られたものである。
クレイジー・フロッグの関連商品として、CD・玩具・コンピュータゲーム等が販売されている。

## 歴史
1997年、当時17歳だった、スウェーデンのヨーテボリに住む学生ダニエル・マルメダルは、内部燃焼機関の音真似を録音し、インターネットに投稿したところ、スウェーデンのテレビ関係者の興味を引き、テレビでそれを実演してほしいと頼み込まれ、承諾した。テレビ出演後、声真似を収録したファイルはファイル共有ネットワークや様々なウェブサイト上に、スウェーデン語で2ストローク機関を示す"トヴァタクタレ" をもじった"2TAKTARE.MP3"という名前でアップロードされていった。
2001年初頭には、フェラーリのF1カーの静止画像に、F1の効果音としてつけられた "鄧鄧フォーム"が公開され、のちに同じようなタイプの"The Insanity Test"が公開された。
しかし、のちにその効果音はもっともよく知られたバージョンのためにオートバイの効果音として借用された。
2003年、エリック・ウェルンキストという別のスウェーデン人がこの効果音を見つけ、制作の経緯を知らないまま気に入り、"The Annoying Thing"というキャラクターを作成し、その効果音に合わせた。
最初のアニメーションは空いた時間を使ってライトウェーブで作成され、6-8週間かかった。
2003年10月、彼は自身のホームページ上に公開し、同じ作品をCGトークフォーラムにも投稿した。
このアニメーションは彼のウェブサイトで人気だったが、効果音の作者名までは公開されていなかった。
自身の効果音が今流行のアニメに使われているという事実はダニエルの耳に入り、彼はエリック・ウェルンキストのところへ連絡した。エリック・ウェルンキストのリクエストに応え、ダニエルはそのキャラクターのために即興で効果音の声真似をした。
このアニメーションはファイル共有コミュニティおよび口コミで広まった。そこへRingtone Europeおよび ジャムスター ベルギー (後に2社は合併してジャンバ!となる)がこのアニメーションの存在を知り、インターネット上でカルト的人気を博したこのキャラクターに興味を持ち、ライセンスを取得した後、キャラクターの名前をクレイジー・フロッグに改名した。
2社は2004年半ばからマーケティングを始め、同時期にベルギーでTVCMが流された。
ヒットクォーターズとのインタビューで、ヴェルンキストはキャラクターのネーミングに失望したことを、以下の通りに話している。
これが大物になると知ってたら、私は彼らにそんなバカげた名前を付けさせようとしなかったと思います。
その名前はそのキャラクターと何の関連性もないじゃないですか。そいつを蛙にしたつもりはないし、イカれた（crazy）キャラにした覚えもありません。

## 音楽
クレイジー・フロッグ名義で発売されたデビューシングル『アクセルエフ』（ジャンバ！のコマーシャルソング。映画『ビバリーヒルズ・コップ』テーマ曲のベース・バンパーズのカバー。プロデュースはマティアス・ワーグナー、アンドレアス・ドーマイヤー、ラインハルト・レイス、ヘニング・リース）は、2005年5月29日付の全英シングルチャートでコールドプレイの『スピード・オブ・サウンド』を抑えて1位となったのを皮切りに、トルコ・ニュージーランド・オーストラリア、そしてヨーロッパのほとんどの地域のチャートで首位を記録し、世界的なヒット曲となった。
その後に出たアルバムクレイジー・フロッグ・プレゼンツ・クレイジー・ヒッツ およびセカンドシングル『ポップコーン』、2006年発売のクレイジー・フロッグ・プレゼンツ・モア・クレイジー・ヒッツ も世界的なヒットを飛ばした。
日本では2006年8月9日に初の日本盤アルバム『クレイジー・ヒッツ!』を発売。同時点でイギリスで発売されたシングル・アルバムから選曲されたダイジェスト盤である。

## 批判・騒動
2005年2月、英国広告基準局のもとに、視聴者からジャムスター！のCMに登場するクレイジー・フロッグは、陰茎と陰嚢が見えて不快であるという苦情が殺到し、保護者の中には子供に見せるべきではないという意見を出した者もいた。
また、1日の大半にわたってこのCMが1時間に2回以上流れており、一部の局では1つのCM枠に1回以上流れていて不快であるという苦情も来た。
英国広告基準局は、クレイジー・フロッグのCMがいわゆるダイヤルQ2のCMであり子供向け番組で流すのには不適切であるのはすでに決まっていることと、CMを流す回数は放送局が決めることであることから、これらの苦情を却下した。
一方ジャムスター！は苦情を受けて、新しく作られるクレイジー・フロッグの局部をモザイク処理するなどして修正した。似たような騒ぎはオーストラリアでも起きており、同じような結果になっている。
2005年4月、今度はジャムスター！ およびリングトーン・キングとして経済活動を続けるジャンバ！のもとに誤解を招くような広告内容であるとの苦情が来た。
従量課金式の着メロの宣伝というよりはむしろ、サービスを契約するように促す内容のように見え、CMの内容がはっきりと伝わらないというのが視聴者からの苦情だったなお、この苦情は受理され、判決がネット上に公開された。
2005年5月、視聴者からASAのもとへ、当時最新のクレイジー・フロッグのCMに関する苦情が再び寄せられた。CMの強烈さは英国テレビ史上例がなく、『ガーディアン』によると、ジャムスターは5月だけで 全てのテレビチャンネルでの放映権73,716回分(約800万ポンド)を購入したとされえており、これは平均して1日ITVに流すCMの半分ともいえる量である。
この計算だと、87%の視聴者がクレイジー・フロッグのCMを平均して26回見ているということになり、15％の視聴者が同じCM枠でクレイジー・フロッグを2回見ているということになり、66%の視聴者が連続したCM枠でクレイジー・フロッグを2度ほど見ていることになり、約10%の視聴者が60回以上同じCMを見ているという計算になる。その結果、"ザ・アノーイング・トゥイーング"という旧名が示すかのごとくクレイジー・フロッグのCMを見た視聴者の多くは、激しい苛立ちを覚えることとなった。
ASAはその問題について既に判断を下し、その問題が権利のうちに入っていないことを裏付けた。そして、オンラインや電話で苦情受付を行うサービスに対し、視聴者からのジャムスター！関連の苦情は直接放送局か行政機関オフコムにつなぐよう通知書が出された。2005年9月21日、ASAはクレイジー・フロッグおよび Jambaの着メロの広告に対し、夜9時以前の放映を禁じる決定を下した。
2005年3月、アンチウイルスソフトウェアの販売会社は、W32/Crog.worm というコンピュータウイルスを発見したことを発表した。
ファイル共有ソフトやMSN メッセンジャーを通じて広まっているこのウイルスは、クレイジー・フロッグ（Crazy Frog）の前置詞と冠詞を縮約した名前になっており、「クレイジー・フロッグが死ぬアニメーションが見られる」という、クレイジー・フロッグの悪名に付け込んだうたい文句で誘って感染させるという仕組みになっている。